# Wohnen im Grünen
Wohnen im Grünen war eine Publikumszeitschrift in der DDR. Zielgruppe der Zeitschrift waren DDR-Bürger/-innen mit Gärten und Kleingärten, die weit verbreitet waren. So gab es 1989 etwa 1,5 Mio. Mitglieder im Verband der Kleingärtner der DDR.
Es wurden neue Obst- und Gemüsesorten sowie Zierpflanzen vorgestellt, Anbau- und Dünge-Tipps gegeben. Darüber hinaus gab es u. a. Tipps zum Laubenausbau oder zur Balkonbeflanzung, auch Pflanzen am Arbeitsplatz oder das städtische Grün wurde thematisiert. Ein Schwerpunkt lag häufig auf der Versorgung für den Eigenbedarf mit Obst und Gemüse aber auch auf selbstgebauten Garten- und Balkonmöbeln oder Spielgeräten für Kinder. Auch das Leben in Kleingartensiedlungen spielte eine wichtige Rolle.
Die Zeitschrift wurde im Verlag für die Frau (Leipzig, Berlin) verlegt und konnte auch im Ausland bezogen werden. Sie erschien erst unregelmäßig und dann dreimal jährlich zwischen 1970 und 1990. Die Zeitschrift kostete Ende der 1980er Jahre 3,50 Mark. Ab der ersten Ausgabe 1989 erschien sie komplett in Farbe. Chefredakteurin war Gerda Glindemann.